# 再见 (游戏)
《再見》是馬來西亞的赤狼遊戲開發一款敘事解謎遊戲，遊戲於2022年10月3日在Steam、iOS以及Android發行。本作是赤狼遊戲第一個作品，2025年登陸家用主機平台。

## 遊戲系統
遊戲中玩家以「小夏」的視角，回憶過去穿越時空的經歷。在某一年的暑假，他對著生日蛋糕許願後，回到了過去和自己以前去世的母親相遇。在那個時空中，小夏向母親學習攝影技巧，用相機記錄下兩人的時光。之後數年每逢生日，在他面前都會出現蛋糕，在許願後就能回到過去。遊戲採用了類似漫畫的分鏡描述場景，以少量的文字和大邊幅的圖片進行敘事，部分圖片場景可以進行互動，玩家透過點擊或者拖拉的方式，控制主角的行為。遊戲有不少攝影的場景，玩家可以沖洗照片、修理相機和對焦。

## 開發及發行
《再見》是赤狼遊戲開發的第一個作品，遊戲製作人余咏康原來從事廣告行業，2019冠狀病毒病疫情期間的遭遇讓他萌生製作遊戲的想法。遊戲的開發團隊初期只有他一人，後來擴大到10人，成員大多以副業或自由業的形式加入到開發團隊中，由於疫情的關係，團隊成員不能聚集，都在網絡上進行討論和安排工作。遊戲開發了兩年時間，劇本源於余咏康在疫情期間的真實遭遇和自己妹妹的經歷啟發，劇本是關於母子間的親情故事，曾經有發行商建議更改成愛情故事，余咏康拒絕了。
《再見》的開發定位是一款互動式敘事遊戲，開發團隊著重敘事的表達方式，其中遊戲的玩法、音樂和美術風格都為敘事服務。在玩法設計方面，為了符合穿越時空的主題，開發團隊在遊戲中加入攝影的元素和玩法。美術風格方面，余咏康在劇本編寫階段是打算使用輕科幻的風格，在組建團隊後才改為符合親情故事的風格。遊戲的音樂由張衞帆負責創作，為了讓玩家有穿越時空代入感，音樂風格會隨著穿越前後和主角年齡變化作出改變。遊戲最後的一段配音演出，由陳綺貞負責。
赤狼遊戲最早在2022年6月20日披露《再見》的製作信息，並預計遊戲在8月登陸Steam。7月29日，赤狼遊戲公佈公佈了遊戲預告片，並表示遊戲在8月會同步登陸Google Play商店和App Store。8月5日，遊戲演示在Steam發佈。8月末赤狼遊戲表示為了繼續優化遊戲，發行延期至9月，最後遊戲在10月3日正式發行。2025年1月8日，遊戲登陸任天堂eShop，同年2月12日在PlayStation 5、PlayStation 4、Xbox One和Xbox Series X/S上推出。

## 評價
遊戲媒體給予作品正面的評價，作品在Steam也獲得96%的好評。遊戲媒體Wanuxi的編輯CCH認為遊戲的敘事手法很優秀，故事本身具有吸引力，敘事節奏也很適合。另一個編輯SV他認為遊戲很有馬來西亞風格，畫風有馬來華人漫畫家的風格，遊戲中場景和細節元素都馬來當地影子。同時也指出遊戲的玩家引導不是很好，遊戲性也不高。indienova的編輯Lucian對遊戲設定上的細節給與正面的評價，穿越時空前後有著兩種時間尺度的設計很巧妙，隨時故事推進，玩家也能明顯看到主角小夏的成長。遊戲葡萄編輯灰信鸽給予作品很高的評價，遊戲使用簡單的元素和普通的故事，在很短的時間「却能给到许多玩家击中心扉的体验」，他認為這部作品很好地解釋了「叙事类游戏即便缺少那些精彩的游戏性，也依旧让我们为之着迷的秘密」。

## 外部連結
- 官方网站
- 《再见》在視覺小說數據庫的頁面 （英文）